# Schiff in Not (1925)
Schiff in Not ist ein deutscher Stummfilm aus dem Jahre 1925 von Fred Sauer mit Jenny Jugo, Gustav Fröhlich und Grete Reinwald in den Hauptrollen.

## Handlung
In einem kleinen friesischen Schifferdorf. Hier lebt in trauter Eintracht das junge Ehepaar Pieter und Dörte Hansen zusammen. Durch ein Segelmalheur – der Reeder Ludwig Hartner hat seine Yacht auf eine Sandbank gesetzt – landet eines Tages die mondäne, blutjunge Schauspielerin Blanche Godard, eine urbane Frau von Welt, unbeabsichtigterweise im Dorf und sorgt durch ihre pure Anwesenheit für einige Unruhe. Die Havarie ist dafür verantwortlich, dass Blanche volle sechs Tage hierbleiben muss, erst dann kann man sie aus dem abgelegenen Ort abholen. Blanche nimmt Dörtes Angebot an, ihre Kleider auszuprobieren, und Pieter macht angesichts ihrer kosmopolitischen Eleganz große Stielaugen. Pieter balzt in der Folgezeit um Blanche herum wie ein verliebter Gockel, während seine Frau Dörte tieftraurig zurückbleibt.
Mit seinem wenig sensiblen Verhalten bringt Pieter bald alle Dörfler gegen sich auf: seine Eltern waschen ihm ordentlich den Kopf, und der Pfarrer lässt in seiner Sonntagspredigt eine wahre Philippika auf ihn niederprasseln. Blanche aber macht dem Friesen auf Freiersfüßen klar, dass sie nicht an ihm interessiert sei. Sie erklärt öffentlich, dass sie die Braut des Jachtbesitzers Hartner sei und somit nicht zur Verfügung stehe. Als dann auch noch ein schweres Schiffsunglück passiert, muss Pieter zum Rettungseinsatz aufs Meer, wo der alte Hansen in Seenot geraten ist. Hartner schließt sich der Rettungsaktion an. Dort ist Pieter eine Zeitlang abgelenkt und kehrt nach Blanches Abreise und seiner eigenen Rückkehr reumütig zu seiner braven Gattin an Heim und Herd zurück.

## Produktionsnotizen
Schiff in Not passierte die Filmzensur am 31. August 1925 und wurde am 4. November desselben Jahres in Berlins Marmorhaus uraufgeführt. Der mit Jugendverbot belegte Sechsakter besaß eine Länge von 2140 Meter.
Willi A. Herrmann entwarf die Filmbauten.
Der Drehbuchautor Theo E. Sönnichsen war im Hauptberuf ein Schiffskapitän.

## Kritik
Die Salzburger Chronik meinte kurz: „Ein hübscher Unterhaltungsfilm, der mit alten, bewährten Mitteln arbeitet.“